# Casper Ulrich Mortensen
Casper Ulrich Mortensen (Copenhague, 14 de dezembro de 1989) é um handebolista profissional dinamarquês, campeão olímpico.

## Carreira
Casper Ulrich Mortensen fez parte do elenco medalha de ouro na Rio 2016.